# 元廣
株式会社元廣（もとひろ）は、外食、繊維の会社である。京都府京都市伏見区下鳥羽広長町に本社を置く。京都市が発祥の地とされる。

## 沿革
1921年（大正10年）、元廣理一が京都市下京区でシルクの原料商として創業される。
1951年（昭和26年）3月に株式会社元廣商店を資本金100万円で設立する。
繊維事業としてはオーストラリア、中国との取引も多く、上海やシドニーに合弁企業による工場やオフィスを設立している。
1991年（平成3年）には事業の多角化として外食事業をスタートさせる。繊維ビジネスで取引のあった三菱商事からの紹介もあり、株式会社アレフと提携を行い、アレフが全国展開していたハンバーグレストランチェーンびっくりドンキー伏見店をオープンさせる。2002年（平成14年）には物語コーポレーションとの提携（フランチャイズ契約）を行い、2003年（平成15年）には奈良市に丸源ラーメン二条大路店をオープンさせている。外食事業としては2013年（平成25年）6月時点で丸源ラーメン6店舗、びっくりドンキー13店舗、カツ丼2店舗を展開している。
2001年（平成13年）にはスキーコーポレーションより営業権一部譲歩を受け、20世紀初頭より続く毛糸のブランド「スキー毛糸」の手芸屋、毛糸取扱店などへの卸業を開始する。

## 展開しているブランド
- びっくりドンキー ハンバーグレストラン
- 丸源ラーメン ラーメン店
- かつ玄･かつ元 トンカツ店 (オリジナルブランド)
- マルモベーカリー パン屋(オリジナルブランド)